# YAML
یامِل (YAML؛ ‎/ˈjæməl/‎) (زبان نشان‌گذاری قابل‌گسترش نیست) یک زبان برای سریال‌سازی داده قابل-خواندن-برای-انسان است. معمولاً برای پرونده‌های پیکربندی استفاده می‌شود، اما می‌تواند در کاربردهای دیگری هم مورد استفاده قرار گیرد (به عنوان مثال خروجی اشکال‌زدایی) یا منتقل‌شده (به عنوان مثال هدر سند). YAML بسیاری از برنامه‌های ارتباطات مشابهی را به عنوان اکس‌ام‌ال هدف قرار می‌دهد، اما یک نحوی کمینه هم دارد که سازگاری با اس‌جی‌ام‌ال تجزیه و تحلیل می‌کند. به دو روش نوشته می‌شود اولی سبک زبان پایتون که با پیش‌آمدی در متن تودرتویی را پشتیبانی می‌کند و دومی روش فشرده‌تری است که مانند جی‌سان برای لیست‌ها از [] و برای مپ‌ها از {} استفاده می‌کند که YAML 1.2 را زیر مجموعهٔ JSON قرار می‌دهد.
انواع داده‌های شخصی‌سازی شده در YAML مجاز هستند، اما YAML به صورت طبیعی اعداد (مانند رشته‌ها، اعداد صحیح و شناور)، لیست‌ها و آرایه‌ها (که رمزنگاری‌شده یا مپ یا دیکشنری شناخته می‌شود) را رمز گذاری می‌کند.
پسوند نام پرونده برای YAML، از سال ۲۰۰۶ تا به اکنون، yaml. است.

## تاریخچه و نام
YAML اولین بار توسط کلارک ایوانز در سال ۲۰۰۱ پیشنهاد شد، که آن را به همراه Ingy döt Net و Oren Ben-Kiki طراحی کرد. در ابتدا گفته می‌شد YAML به معنای زبان نشانه گذاری دیگری است، زیرا در دوره ای منتشر شد که شاهد گسترش زبان‌های نشانه گذاری برای ارائه و اتصال (HTML, XML, SGML، و غیره) بودیم. نام اولیه آن به عنوان یک ارجاع زبانی به چشم‌انداز فناوری در نظر گرفته شده بود، و هدف آن را به عنوان یک زبان نشانه گذاری با ساختار دیگری ارجاع می‌داد، اما سپس به عنوان YAML Ain't Markup Language، مخفف بازگشتی، تغییر کاربری داد. برای تشخیص هدف آن به عنوان داده گرا، به جای نشانه گذاری سند.